# شنبرك (دشتابي الشرقي)
شنبرك (بالفارسية: شنبرک) هي قرية تقع في إيران في قسم دشتابي الشرقي الريفي. يقدر عدد سكانها بـ 272 نسمة .